# New Statesman
Der New Statesman ist eine britische politische Wochenzeitung, die in London publiziert wird. Das 1913 gegründete Blatt gilt als „kleines, aber wichtiges Sprachrohr des linken britischen Spektrums“ (Bundeszentrale für politische Bildung). Seit 2008 gehört das Blatt der Progressive Digital Media des britischen Unternehmers Mike Danson.

## Geschichte

### 1913 bis 1945
1913 gründeten Sidney Webb und Beatrice Webb den New Statesman mit der Unterstützung von George Bernard Shaw und anderen Mitgliedern der Fabian Society. In den ersten Jahren prägte Chefredakteur Clifford Sharp das Blatt. Während die Herausgeber der Labour Party nahestanden, neigte sich Sharp immer mehr der Liberal Party zu. Ein prominenter Mitarbeiter in dieser Zeit war Leonard Woolf.
1930 fusionierte der Statesman mit dem liberalen Wochenblatt The Nation und änderte bis 1964 seinen Namen in New Statesman and Nation. Im selben Jahr wurde Kingsley Martin Chefredakteur. Chefredakteur der Nation war damals der Ökonom John Maynard Keynes, der auch eine wichtige Rolle im fusionierten Blatt einnahm.
Die Zeitung bewegte sich in dieser Zeit stark nach links. Sie verfocht einen kämpferisch-antifaschistischen Kurs und kritisierte die Appeasement-Politik vehement. Ebenso war sie dafür berüchtigt, die Politik Josef Stalins zu verteidigen. Beispielsweise kritisierte sie George Orwells Buch Mein Katalonien vehement, da „jede Kritik an der Sowjetunion derzeit eine Kritik am Sozialismus an sich ist.“ In dieser Zeit stieg die Auflage von 13.000 auf 70.000 Exemplare.

### 1945 bis 1970
Das Blatt gewann großen Einfluss auf die Diskussionen innerhalb der Labour Party. Unter anderem publizierte es das Keep-Left-Manifest von Unterhausmitglied Richard Crossman, Michael Foot und Ian Mikardo, in dem diese forderten, das Vereinigte Königreich solle einen Weg zwischen USA und Sowjetunion gehen und sich keineswegs mit den USA verbünden. Obwohl Martin nie mit dem Führer der Gewerkschaftslinken Aneurin Bevan klarkam, kritisierte das Blatt harsch die damalige weniger radikale Gewerkschaftsführung. Es setzte sich gegen den Koreakrieg ein, die Campaign for Nuclear Disarmament bekam ihren Gründungsimpuls durch einen Artikel im Blatt.
Unter den nachfolgenden Chefredakteuren John Freeman und Paul Johnson erreichte das Blatt mit 90.000 Stück seine höchste Auflage, die es je hatte; an der redaktionellen Linie änderte sich wenig.

### Seit 1970
Erst nachdem Johnson 1970 seinen Posten verlassen hatte, ging es mit dem Blatt abwärts. Verschiedene Chefredakteure positionierten es zwischen radikal-links und links-mittig, zeitweise schrieben auch ausgewiesene Gegner des Sozialismus im Blatt. Obwohl das Blatt 1988 zusätzlich die New Society kaufte und bis 1996 New Statesman and Society wurde, sank die Auflage bis zum selben Jahr auf 23.000 Stück. Nachdem das Blatt 1993 behauptet hatte, der damalige (konservative) Premierminister John Major habe eine außereheliche Beziehung, brachte der nachfolgende Prozess das Blatt an den Rand des Ruins.
1996 kaufte der Labour-Abgeordnete Geoffrey Robinson das Blatt, feuerte die meisten der links eingestellten Journalisten und unterstützte die Linie Tony Blairs. Dies dauerte aber auch nicht lange, 1998 verfolgte es unter dem neuen Chefredakteur Peter Wilby eine stärker links geprägte Richtung, die auch unter seinem Nachfolger und ehemaligen Politik-Redakteur John Kampfner (ab 2005) anhielt.
Im April 2008 erwarb die Progressive Digital Media unter Leitung des britischen Unternehmers Mike Danson (Gründer und bis zum Verkauf an Informa Chef des Softwareunternehmens DataMonitor) 50 % der Anteile am New Statesman, im Folgejahr die restlichen Anteile.
Seit 2013 verleiht das Goldsmiths College gemeinsam mit dem New Statesman den mit 10.000 Pfund Sterling dotierten Literaturpreis Goldsmiths Prize.
Wegen mehrerer finanzieller Krisen der Zeitung wurde der „New Statesman“ von Beobachtern scherzhaft „The Staggers“ („die Taumelnden“) genannt. Heute ist dies der Titel seines Politik-Blogs.
Im Juni 2024 verbreitete New Statesman die Falschmeldung, Noam Chomsky sei verstorben.